# Хартмут V фон Кронберг
Хартмут V Кронберг/Хартмуд фон Кронберг (на немски: Hartmut/Hartmud V von Cronberg; * пр. 1313; † 25 октомври 1334) от рицарския род Кронберг, е 1322 г. бургграф на Щаркенбург.

## Биография
Той е син на рицар Хартмут IV фон Кронберг († сл. 1300) и внук на рицар Хартмут III фон Кронберг († сл. 1287), основателят на клон Кронберг, и правнук на рицар Хартмут II фон Ешборн († 1253). Баща му е брат на Ебервин фон Кронберг/Ешборн († 1303/1308), епископ на Вормс (1299 – 1303). Брат е на Хартман фон Кронберг († 24 септември 1372), и на Юта фон Кронберг († сл. 1340), омъжена за рицар Хайнрих II фон Хатщайн († сл. 1341).
Хартмут фон Кронберг, бургграф на Щаркенбург, умира на 25 октомври 1334 г. и е погребан в манастир Лорш. Рицарският род фон Кронберг изчезва през 1704 г. Замъкът Щаркенбург е напуснат през 1765 г. и запада.

## Фамилия
Първи брак: пр. 5 септември 1314 г. с Маргарета Холдербаумер († 4 юли 1332, погребана в манастир Лорш), дъщеря на Конрад фон Щаркенбург и Петриса. Те имат децата:
- Елизабет фон Кронберг († пр. 1367), омъжена за Гилбрехт Льов фон Щайнфурт (1333 – 1371)
- Елза/Елизабет фон Кронберг (* ок. 1320; † сл. 1351), омъжена за Вернер фон Белерсхайм-Рокенберг (* ок. 1300; † сл. 1354)
- Хартмуд VI фон Кронберг Стари († 24 септември 1372), женен пр. 1346 г. за Вилибург фон Изенбург-Бюдинген († сл. 1352)
- Гуда фон Кронберг (* пр. 1354; † сл. 1382), омъжена за Хайнрих фон Бопард, бургграф на Щаркенбург († 1355)

Втори брак: на 21 март 1334 г. с Елизабет фон Вайнсберг (* пр. 1328; † 1351/1368), дъщеря на Конрад V фон Вайнсберг Млади († 1328) и Аделхайд фон Ханау († 1325). Те имат две деца:
- Грета фон Кронберг († 1344/1372)
- Хартмуд VII (Хартмут IV) фон Кронберг „Млади“ (* 1335; † между декември 1368 и 11 юни 1370), граф на Кронберг, женен за Аделхайд фон Насау-Байлщайн († 1365)